# Sanukitophon

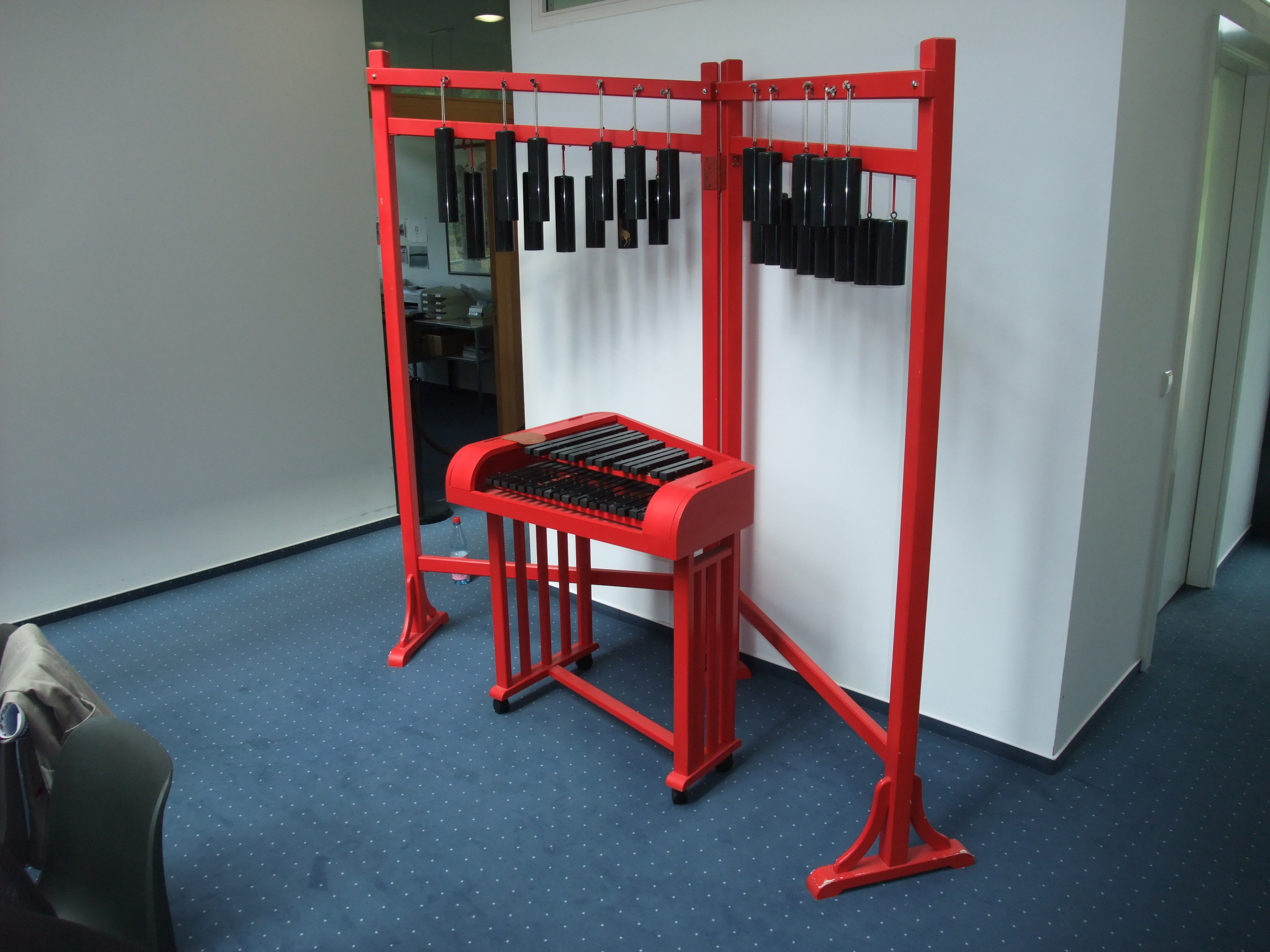
Sanukitophon im Japanisch-Deutschen Zentrum Berlin

Ein Sanukitophon ist ein Lithophon aus Japan, das von Hitoshi Maeda aus dem Gestein Sanukitoid (ein Granit) hergestellt wird. Hitoshi Maeda wurde 1929 in der japanischen Präfektur Kagawa (Sanuki) geboren und promovierte an der Washington State University in Petrologie. Auf Basis seiner Studien 20.000 Jahre alter Artefakte aus China stellte er mehrere hundert Lithophone her. 

## Einteilung nach Formen
Xylophon-Form
Instrumente mit etwa zwei Oktaven mit jeweils zwölf Halbtonschritten, die wie Xylophone oder Marimbaphon aussehen
Glocken-, Winkel- oder Rechteck-Form
Diese Instrumente werden an einem Rahmen aufgehängt. Der Tonumfang beträgt etwa zwei Oktaven. Das rechteckige Instrument erinnert in seiner Form an die alten ostasiatischen Hofinstrumente  bianqing, fangxiang (方響 / 方响,  fāngxiǎng,  fang hsiang), hōkyō (jap. 方響) und banghyang (kor. 방향, Hanja 方響).
Feldstein-Form
Instrumente mit nur angeschnittenen Feldsteinen. Der Klang ist sehr komplex und kennt keine Intervalle oder Tonlagen.
Scheiben-Form
Ein Instrument aus Gong-ähnlichen Platten.